# Lijst van beelden in Aalten
Dit is een (onvolledige) chronologische lijst van beelden in Aalten. Onder een beeld wordt hier verstaan elk driedimensionaal kunstwerk in de openbare ruimte van de Nederlandse gemeente Aalten, waarbij beeld wordt gebruikt als verzamelbegrip voor sculpturen, standbeelden, installaties, gedenktekens en overige beeldhouwwerken.
| Geplaatst | Omschrijving                                   | Kunstenaar                | Straat                               | Plaats     | Materiaal                                | Afbeelding |
| --------- | ---------------------------------------------- | ------------------------- | ------------------------------------ | ---------- | ---------------------------------------- | ---------- |
| 1923      | Jubileumbank Aaltens Belang                    | Annemieke Post            | Slinge                               | Aalten     |                                          |            |
| 1956      | Ja, om te doen gedenken, oorlogsmonument       | Bé Thoden van Velzen      | Wehmerstraat                         | Aalten     |                                          |            |
| 1958      | Herdenkingsmonument 1940-1945, oorlogsmonument | Albert Diekerhof          | Kerkstraat                           | Dinxperlo  | zandsteen                                |            |
| 1967      | Zuil met vogels                                | Albert Diekerhof          | Kwikkelstraat, (Tuin De Kwikkel)     | Dinxperlo  | zandsteen                                |            |
| 1977      | Hendrikje Stoffels                             | Truus Doodeheefver-Kremer | Het Zand                             | Bredevoort |                                          |            |
| 1990      | Willem van Oranje                              | Jac Maris                 | Aaltenseweg / Terborgseweg           | Dinxperlo  |                                          |            |
| 1990      | Teken van aanwezigheid                         | Ad Arma                   | Markt                                | Dinxperlo  | brons                                    |            |
| 1990      | Een sprong vooruit                             | Harry Storms              | Hogestraat                           | Dinxperlo  |                                          |            |
| 1992      | Ruiter te paard                                | Steef Roothaan            | Rondweg                              | Dinxperlo  | brons                                    |            |
| 1996      | Schaduwbos                                     | Riesjart Bus              | Ahavestraat / Polstraat              | Aalten     |                                          |            |
| 1996      | De Kruik                                       | Maarten Dekker            | 't Slaa                              | Aalten     |                                          |            |
| 2002      | Smokkelaar met haan                            | Jürgen Ebert              | Heelweg / Keupenstraat               | Dinxperlo  |                                          |            |
| 2004      | Onder wijzen sporen in de tijd                 | Hans Mes                  | Lage Heurnseweg/ Nijmansdijk         | De Heurne  |                                          |            |
| 2005      | Kloosterling                                   | Jan te Kulve              | Kloosterdijk/Hoeninkdijk             | Bredevoort |                                          |            |
| 2007      | Wereldbol                                      | Manfred Rickert           | Anholtseweg                          | Dinxperlo  |                                          |            |
| onbekend  | Sint Helena                                    | onbekend                  | Dijkstraat 11 (St. Helenakerk)       | Aalten     |                                          |            |
| onbekend  | Sint Jozef                                     | onbekend                  | Dijkstraat 6 (RKbs St. Jozef)        | Aalten     |                                          |            |
| onbekend  | onbekend                                       | onbekend                  | Landstraat                           | Bredevoort | steen                                    |            |
| onbekend  | Wapen van Dinxperlo                            | onbekend                  | Raadhuisstraat 8                     | Dinxperlo  |                                          |            |
| onbekend  | Noorwegen                                      | Thorvald Dudok van Heel   | Koppelstraat, Winterswijksestraat 40 | Bredevoort | larvikietsteen, cortonstaal              |            |
| onbekend  | Vijfvlak                                       | Thorvald Dudok van Heel   | Koppelstraat 40                      | Bredevoort | larvikietsteen, edelstaal                |            |
| onbekend  | In harmonie samenwerken                        | Thorvald Dudok van Heel   | Koppelstraat, Prins Mauritsstraat    | Bredevoort | larvikietsteen, cortonstaal              |            |
| onbekend  | Crisis                                         | Thorvald Dudok van Heel   | Koppelstraat (Koppelkerk)            | Bredevoort | grijs larvikietsteen, staal              |            |
| onbekend  | “Voordewind”                                   | Thorvald Dudok van Heel   | Koppelstraat (Koppelkerk)            | Bredevoort | Larvikietsteen, zandstenen               |            |
| onbekend  | Doorbraak                                      | Thorvald Dudok van Heel   | Koppelstraat (Koppelkerk)            | Bredevoort | zwart larvikietsteen, staal              |            |
| onbekend  | Virtuele vlinder                               | Thorvald Dudok van Heel   | Koppelstraat (Koppelkerk)            | Bredevoort | larvikiet steen                          |            |
| onbekend  | Bewogen rust                                   | Thorvald Dudok van Heel   | Koppelstraat (Koppelkerk)            | Bredevoort | grijs larvikiet steen, staal             |            |
| onbekend  | Lens                                           | Thorvald Dudok van Heel   | Koppelstraat (Koppelkerk)            | Bredevoort | zwart larvikiet steen, roestvrijstaal    |            |
| onbekend  | Tweeklank                                      | Thorvald Dudok van Heel   | Koppelstraat 6                       | Bredevoort | larvikietsteen, graniet                  |            |
| onbekend  | Beweging                                       | Thorvald Dudok van Heel   | Koppelstraat 2                       | Bredevoort | bron, zandsteen                          |            |
| onbekend  | Drie eenheid                                   | Thorvald Dudok van Heel   | Markt 2                              | Bredevoort | larvikietsteen, staal                    |            |
| onbekend  | Binnenruimte                                   | Thorvald Dudok van Heel   | Markt, Gasthuisstraat                | Bredevoort | larvikietsteen, verrzinkte stalen sokkel |            |
| onbekend  | Virtuele rechthoek                             | Thorvald Dudok van Heel   | Het zand 22                          | Bredevoort | larvikietsteen, staal                    |            |
| onbekend  | Derde oog                                      | Thorvald Dudok van Heel   | Het zand 21                          | Bredevoort | larvikietsteen, staal                    |            |
| onbekend  | Eindelijk daglicht                             | Thorvald Dudok van Heel   | Tramstraat                           | Bredevoort | larvikietsteen, cortenstaal              |            |